# Dimítrios Golémis
Dimítrios Golémis (en grec : Δημήτριος Γολέμης, parfois transcrit Demetrius Golemis), né le 15 novembre 1877 à Lefkada et décédé le 9 janvier 1941, est un athlète grec, médaillé olympique de bronze lors des Jeux olympiques d'été de 1896 à Athènes. 
Dimítrios Golémis dispute l'épreuve du 800 mètres, terminant deuxième de la série qualificative pour la finale. En finale, avec le retrait d'Albin Lermusiaux (France), seulement trois athlètes disputent l'épreuve. Dimítrios Golémis termine troisième (derrière Teddy Flack et Nándor Dáni) et sera crédité de la médaille de bronze selon le classement postérieur établi par le Comité international olympique. En effet, en 1896, les troisièmes ne reçoivent aucune distinction.

## Palmarès

### Jeux olympiques d'été
- Jeux olympiques d'été de 1896 à Athènes
  -  Médaille de bronze sur le 800 mètres.